# Gynoplistia exornata
Gynoplistia exornata là một loài ruồi trong họ Limoniidae. Chúng phân bố ở miền Australasia.